# 陈启高
陈启高（1925年—？），男，贵州人，中国建筑技术科学专家，曾任重庆建筑工程学院教授、博士生导师。